# فلیچ میلانو
فلیچ میلانو (به ایتالیایی: Felice Milano) بازیکن فوتبال و اهل ایتالیا است که از سال ۱۹۱۲ میلادی عضو تیم ملی فوتبال ایتالیا بوده و در ۵ بازی ملی حضور داشته‌است. او در بازی‌های ملی‌اش گلی به ثمر نرساند.
فلیچ میلانو آخرین بازی ملی خود را در سال ۱۹۱۳ میلادی انجام داد.